# Sharafshādeh
Sharafshādeh (persiska: Sharaf Shādeh, شرفشاده) är en ort i Iran.   Den ligger i provinsen Gilan, i den norra delen av landet, 220 km nordväst om huvudstaden Teheran. Antalet invånare är 419.
Terrängen runt Sharafshādeh är mycket platt. Runt Sharafshādeh är det tätbefolkat, med 790 invånare per kvadratkilometer. Närmaste större samhälle är Lāhījān, 16,7 km sydväst om Sharafshādeh. Trakten runt Sharafshādeh består till största delen av jordbruksmark.